# Lucas Pérez
Lucas Pérez Martínez (* 10. September 1988 in A Coruña) ist ein spanischer Fußballspieler auf der Position des Mittelstürmers.

## Vereinskarriere

### Anfänge in Spanien
Lucas Pérez Martínez wurde in A Coruña, Galicien geboren und spielte in seiner Jugendzeit für Deportivo Alavés, den Montañeros CF und den SD Órdenes, bevor er sich der dritten Mannschaft von Atlético Madrid, die in der vierthöchsten spanischen Spielklasse spielten, anschloss. Dort spielte er zwei Jahre und wechselte danach zur zweiten Mannschaft von Rayo Vallecano. Sein Debüt in der Profimannschaft gab er am 7. Februar 2010 bei der 2:3-Heimniederlage gegen den FC Cartagena. In seiner ersten Saison stieg er mit der Reserve in die drittklassige Segunda División B auf. Zur Saison 2010/11 wurde zur ersten Mannschaft des Zweitligisten befördert und kam bis Winter zu fünf Einsätzen. Sein einziges Tor erzielte er beim 3:0-Heimsieg gegen Real Valladolid am 6. November 2010. Am 1. Januar 2011 endete sein Kontrakt bei Rayo Vallecano.

### Zeit in der Ukraine und Griechenland
Am 17. Januar 2011 wechselte der vertragslose Pérez in die Ukraine, wo er sich dem Erstligisten Karpaty Lwiw anschloss. Bei den Galiziern unterzeichnete er einen Dreijahresvertrag. Sein Debüt gab er am 6. März 2011 beim 2:2-Unentschieden gegen Arsenal Kiew. In der verbleibenden Saison 2010/11 kam er auf acht weitere Einsätze, in denen er jedoch keinen Torerfolg verbuchen konnte.
In der folgenden Spielzeit 2011/12 erzielte er am 2. Spieltag beim 1:1-Unentschieden gegen Tschornomorez Odessa sein erstes Tor für Karpaty. Am 13. August machte er beim 2:1-Heimsieg gegen Sorja Luhansk beide Treffer. In dieser Saison kam er in wettbewerbsübergreifend 33 Einsätzen zu 7 Toren und 5 Assists.
Bereits im ersten Saisonspiel der Saison 2012/13 traf er gegen Wolyn Luzk erstmals. Am 4. November 2012 steuerte er beim 6:0-Heimsieg gegen Krywbas Krywyj Rih seiner Mannschaft einen Hattrick bei. Bis zur Winterpause kam er in 17 Einsätzen in der Premjer-Liha zu acht Toren und drei Vorlagen. Im Januar 2013 wechselte er in einem Leihgeschäft bis Saisonende zum Ligakonkurrenten Dynamo Kiew. Für die Hauptstädter kam er jedoch zu keinem einzigen Einsatz und beschrieb die Zeit in Kiew später als „die schlimmsten vier Monate seines Lebens“.
Am 5. Juli 2013 wechselte Pérez für eine Ablösesumme in Höhe von 700.000 Euro zum griechischen Erstligisten PAOK Thessaloniki, wo er einen Dreijahresvertrag unterzeichnete. Sein erstes Tor erzielte er in seinem ersten Ligaeinsatz am 17. August beim 3:0-Heimsieg gegen den Skoda Xanthi FC. Seine nächsten beiden Tore gelangen ihm beim 3:0-Auswärtssieg gegen Panthrakikos. In der UEFA Europa League 2013/14 erzielte er beim 2:2-Unentschieden im Gruppenspiel gegen AZ Alkmaar ein Tor und assistierte eines durch Stelios Pozoglou. Mit PAOK zog er ins Griechische Pokalfinale ein, welches jedoch mit 1:4 gegen Panathinaikos Athen verloren ging. In dieser Spielzeit erzielte er in 50 Einsätzen zehn Tore und bereitete 15 weitere vor.

### Durchbruch in der Heimat
Nach nur einer Saison kehrte Pérez im Sommer 2014 Griechenland den Rücken und kehrte in einem einjährigen Leihgeschäft in seine galicische Heimatstadt A Coruña zu Deportivo La Coruña zurück. Sein Leihverein, der in der Vorsaison in die Primera División aufgestiegen war, sicherte sich außerdem eine optionale Kaufoption. Aufgrund eines Muskelfaserrisses verpasste Pérez die ersten Ligaspiele seines Vereins und kam erst im Oktober zurück in den Kader von Dépor. Sein Debüt in der höchsten spanischen Spielklasse bestritt er dann am 19. Oktober beim 3:0-Heimsieg gegen den FC Valencia, in dem er auch direkt treffen konnte. In seinem nächsten Einsatz am folgenden Spieltag gegen Espanyol Barcelona musste Pérez das Spielfeld bereits nach einer viertel Stunde aufgrund einer erlittenen Knieverletzung verlassen. Bei der 0:4-Heimniederlage gegen den FC Barcelona gab er am 18. Februar 2015 sein Comeback, als er in der 78. Spielminute für Haris Medunjanin eingewechselt wurde. Bereits im nächsten Spiel gegen den FC Granada erzielte er sein zweites Tor im vierten Einsatz für seinen Verein. Am letzten Spieltag traf er beim 2:2-Unentschieden gegen den Meister FC Barcelona, welches Deportivo La Coruña vor dem Abstieg bewahrte. In seiner ersten Spielzeit 2014/15 traf er in 21 Einsätzen sechsmal und assistierte bei drei weiteren.
Nach seiner Rückkehr zu PAOK Thessaloniki traf er für diese in der Qualifikation zur UEFA Europa League 2015/16 beim 6:0-Heimsieg im Rückspiel der 2. Runde gegen den NK Lokomotiva Zagreb einmal. Auch beim 1:0-Heimsieg im Hinspiel der 3. Runde gegen Spartak Trnava traf er. Diese beiden Einsätze waren seine letzten für den griechischen Verein.
Am 12. August 2015 unterzeichnete Lucas Pérez einen permanenten Vierjahresvertrag bei den Branquiazuis, welche für die Dienste des Angreifers 1,5 Millionen Euro bezahlten. Sein erstes Saisontor erzielte er am zweiten Spieltag beim 1:1 im Estadio Mestalla beim FC Valencia. Ab dem 1:1-Unentschieden gegen Atlético Madrid am zehnten Spieltag, konnte er sieben Ligapartien in Folge ein Tor erzielen und trug mit 12 Toren in 16 Einsätzen zum überraschenden sechsten Tabellenrang Dépors bei, auf welchen man in das Jahr 2016 ging. In der Rückrunde konnte er diese hervorragende Torquote nicht bestätigen und auch sein Verein fiel bis Saisonende 2015/16 auf die 13. Position in der Tabelle zurück. Dennoch krönte er mit 17 Toren und 10 Vorlagen in 36 Ligaeinsätzen die bisher beste Saison seiner Karriere und war mit Abstand der erfolgreichste Scorer seiner Mannschaft.

### Wechsel auf die Insel
Nachdem der Transfer bereits Tage zuvor zur Presse durchsickerte, bestätigte am 30. August 2016 der Premier-League-Verein FC Arsenal eine Verpflichtung von Lucas Pérez. Beim Verein aus der englischen Hauptstadt London unterschrieb er einen Vertrag für vier Jahre. Für den Stürmer wurde eine Ablösesumme in Höhe von rund 20 Millionen Euro fällig. Sein Pflichtspieldebüt bestritt er an seinem 28. Geburtstag, den 10. September, beim 2:1-Heimsieg gegen den FC Southampton und bereitete in diesem einen Treffer durch Laurent Koscielny, der an diesem Tag ebenfalls seinen Geburtstag feierte, vor. Am 20. September erzielte er beim 4:0-Auswärtssieg im League Cup gegen Nottingham Forest seine ersten beiden Tore für die Gunners. Beim 4:1-Auswärtssieg in der Gruppenphase der UEFA Champions League 2016/17 gegen den FC Basel markierte er einen Dreierpack. Sein erstes Tor in der Premier League ließ jedoch bis zum 3. Januar 2017 auf sich warten, als er beim 3:3-Unentschieden gegen den AFC Bournemouth nach seiner Einwechslung das zwischenzeitliche 2:3 erzielte. Sein siebtes und letztes Saisontor für Arsenal gelang ihm Mitte Januar beim 2:0-Auswärtssieg im FA-Cup-Spiel gegen den Fünftligisten Sutton United. Nachdem er sich im März eine Oberschenkelzerrung zuzog, kam er in der weiteren Saison 2016/17 zu keinen weiteren Einsätzen mehr, obwohl er bereits fünf Spieltage vor Saisonende wieder als spielbereit galt.

### Kurzweilige Rückkehr nach Spanien
Nachdem er in den ersten Spielen der nächsten zu keiner Spielzeit kam und Arsenal-Trainer Unai Emery keine Zukunft mehr hatte, kehrte nach nur einer Saison am 31. August 2017 wieder an seine alte Wirkungsstätte zu Deportivo La Coruña zurück, wo er für die gesamte Saison 2017/18 hin ausgeliehen wurde. Bei den von Saisonbeginn an abstiegsbedrohten Galiciern war Pérez seit seiner Ankunft Stammspieler im Sturm. Am 30. September 2017 traf er beim 2:1-Heimsieg gegen den FC Getafe erstmals in dieser Saison. In den nächsten sechs Einsätzen traf er weitere viermal. Ab dem 13. Spieltag, am 26. November 2017, startete er eine fünf Monate andauernde Torflaute und gewann mit seiner Mannschaft in diesen 18 Ligaspielen auch nur ein Einziges. Dies hatte zur Folge, dass La Coruña auf den 19. Tabellenplatz abrutschte und damit auf einem direkten Abstiegsrang. Erst am 6. April 2018 endete seine und Dépors Negativserie mit einem 3:2-Heimsieg gegen den FC Málaga, bei dem er einen Elfmeter versenken konnte. Bereits drei Spieltage vor Saisonende war der Abstieg in die Zweitklassigkeit nicht mehr zu verhindern und Pérez kehrte mit acht Toren und sechs Vorlagen in 35 Ligaeinsätzen zu seinem Stammverein FC Arsenal zurück.

### Stagnation bei West Ham United
Am 9. August 2018 verließ Pérez Arsenal endgültig und unterzeichnete beim Stadtrivalen West Ham United einen Dreijahresvertrag. Die Ablösesumme, welche die Gunners nach zwei Jahren für seine Dienste erhielten, betrug mit 4,4 Millionen Euro nur noch einen Bruchteil der einst bezahlten 20 Millionen Euro. Sein Debüt für seinen neuen Arbeitgeber gab er bereits neun Tage später, als er bei der 1:2-Heimniederlage gegen den AFC Bournemouth in der 77. Spielminute für den Kapitän Mark Noble in die Partie kam. Sein erstes Tor für die Hammers erzielte er beim 8:0-Heimsieg im League Cup am 26. September gegen Macclesfield Town. Am 4. Dezember 2018 erzielte Pérez beim 3:1-Heimsieg gegen den Aufsteiger Cardiff City seine ersten beiden Ligatore für West Ham United, nachdem er erst in der 40. Minute für den verletzten Marko Arnautović eingewechselt wurde. In den ersten Monaten bei West Ham kam er stets in Pokalspielen, jedoch nur sporadisch in der Premier League, zum Einsatz. Nachdem er am 26. Januar 2019 bei der überraschenden Pokalniederlage beim niederklassigeren AFC Wimbledon treffen konnte, kam er in beinahe zwei Monaten zu keinerlei Einsätzen für die erste Mannschaft und war erst am 16. März im Spiel gegen Huddersfield Town wieder für die Hammers im Einsatz. Nach seiner Einwechslung in der 68. Spielminute drehte sein Verein einen 1:3-Rückstand noch in einen 4:3-Heimsieg um. In 15 Ligaspielen erzielte er in dieser Saison 2018/19 drei Tore.

### Erneute Rückkehr nach Spanien
Bereits im Mai 2019 wurde bekannt, dass Lucas Pérez ab der kommenden Spielzeit 2019/20 für den Erstligisten Deportivo Alavés auflaufen wird, wo er einst mit dem Fußballsport begonnen hatte. Die Spanier bezahlten für die Dienste des Stürmers eine Ablösesumme in Höhe von 2,5 Millionen Euro und statteten ihm mit einem Dreijahresvertrag aus. Zwei dieser Jahre erfüllte er, bevor er im Sommer 2021 zum FC Elche wechselte. Dort blieb er nur ein halbes Jahr und schloss sich im Anschluss dem FC Cádiz an. Zum Jahresanfang 2023 verließ er Cádiz und kehrte zu Deportivo La Coruña zurück, das mittlerweile in der drittklassigen Primera Federación spielt. Einen Teil der fälligen Ablösesumme soll Pérez selbst bezahlt haben.

## Nationalmannschaft
Pérez bestritt am 20. Mai 2016 ein Freundschaftsspiel für die Galicische Fußballauswahl gegen Venezuela. Das Spiel endete mit einem 2:2-Unentschieden.

## Erfolge und Auszeichnungen
PAOK Thessaloniki
- Griechischer Vizepokalsieger

FC Arsenal
- FA Cup: 2016/17

Individuelle Auszeichnungen
- Spieler des Monats der Primera División: Dezember 2015